# Joop Beek
Pour les articles homonymes, voir Beek.
Compléments
Beek fut un conseiller influent de Soeharto, président d'Indonésie
Josephus Beek (dit Joop Beek), né le 12 mars 1917 à Amsterdam (Pays-Bas) et décédé le 17 septembre 1983 à Jakarta (Indonésie) était un prêtre jésuite néerlandais puis indonésien, un éducateur et homme politique. De 1965 à 1975, il fut un consultant politique influent auprès du président indonésien Soeharto. 

## Biographie
Joop Beek grandit à Amsterdam dans une famille ayant des liens avec ce qui était alors les Indes néerlandaises. En 1935, il entre chez les Jésuites au noviciat de Mariëndaal à Grave aux Pays-Bas. En 1938, il part comme missionnaire dans les Indes néerlandaises. Pendant la Seconde Guerre mondiale, il est interné par les Japonais jusqu'en 1945 et à sa libération, détenu pendant sept mois supplémentaires par les Indonésiens. En 1946, il retourne aux Pays-Bas, à Maastricht, pour y faire les études préparatoires au sacerdoce. Il est ordonné prêtre en 1948, puis à nouveau envoyé à Yogyakarta, où il réside jusqu'en 1959. Il crée alors des organisations d'étudiants catholiques, qui constitueront la base de son travail ultérieur d'influence politique[réf. nécessaire]. 

## Le programme de formation de dirigeants KASBUL
En 1960, le Père Beek commence son travail à Jakarta, de plus en plus convaincu du danger communiste en Indonésie, en particulier pour les catholiques. Il met en place une formation intensive de dirigeants d'une durée d'un mois, la KASBUL (Kaderisasi Sebulan), qui repose sur des principes ascétiques stricts et des punitions sévères. Le programme est un succès et forme une génération de dirigeants catholiques militants anti-communistes et anti-islamiques et loyaux, formés à parler en public, à écrire, à la dynamique de groupe et à l'analyse sociale. Les étudiants apprennent également à identifier les tactiques communistes et à les contrer. 

## L'anti-communiste
La formation de dirigeants a fourni la base d’un réseau d’information à système cellulaire et de contacts avec des dirigeants politiques tels que le président de l’époque, Soekarno, et le futur président, le général pro-occidental Soeharto. La rupture avec Soekarno a lieu en raison des orientations de plus en plus communistes de ce dernier. En 1965, une tentative de coup d’État a lieu et six généraux pro-Soekarno sont assassinés. 
Le coup d'État échoue et le Père Beek pousse ses étudiants organisés à manifester contre les communistes[réf. nécessaire]. Soeharto obtient rapidement des pouvoirs accrus et finit par évincer Soekarno et éliminer les communistes dans une sanglante chasse aux sorcières qui coûte au moins 500 000 vies et des dizaines de milliers de personnes emprisonnées, parmi lesquels l'écrivain Pramoedya Ananta Toer,  qui a décrit ses années de détention dans l'île de Buru. Soeharto devient président et le Père Beek est son principal conseiller jusque vers 1975. Il avait alors pris la nationalité indonésienne. 
Aad van den Heuvel (nl), reporter de télévision néerlandais pour le journal télévisé KRO Brandpunt, a rencontré Beek en Indonésie à plusieurs reprises. Dans son roman 'Stenen Tijdperk' ("Âge de pierre"), il présente un personnage inspiré du Père Beek. Lors d'une visite, Van den Heuvel rappelle dans un documentaire radiophonique de la VPRO consacré au Père Beek  que lui et son collègue Ed van Westerloo avaient parlé avec celui-ci à la fin des années 1960 d'un discours que selon eux le général Soeharto prononcerait plus tard. Ils avaient demandé à Beek s'il savait de quoi il s'agissait, à quoi il aurait répondu : « Je ne sais pas, je suis encore en train de l'écrire ».

## Le CSIS anti-islamique
Dès le début, le Père Beek considérait qu'en Indonésie, le communisme et l'islam étaient les deux grand dangers.  Les communistes éliminés, il pouvait s'appuyer sur la crainte qu'avait Soeharto d'une domination politique des musulmans majoritaires. Beek a incité Soeharto à fonder le Golkar, parti politique qui s’appuyait sur les classes moyennes non musulmanes et les catholiques et était destiné à maintenir le contrôle sur les musulmans. Il a également soutenu la création par son ancien élève Lim Bian Kie, également connu sous le nom de Jusuf Wanandi, du CSIS (Centre d'études stratégiques et internationales), un groupe de réflexion indonésien à p^rétention scientifique qui constituerait le lien principal entre le mouvement du père Beek. et le gouvernement. La riche famille Wanandi soutient toujours cet institut. [réf. nécessaire]

## Influence
Le Père Beek a eu une grande influence par le biais de ses anciens étudiants qui, pour beaucoup, ont occupé des postes importants dans l'administration, le gouvernement ou le monde des affaires. Les plus connus sont Cosmas Batubara, qui a été ministre sous Soeharto, et Jusuf Wanandi.